# Țeberka, Dzerjînsk
Țeberka (în ucraineană Цеберка) este un sat în comuna Olșanka din raionul Dzerjînsk, regiunea Jîtomîr, Ucraina.

## Demografie
Componența lingvistică a localității Țeberka
     Ucraineană (100%)
Conform recensământului din 2001, toată populația localității Țeberka era vorbitoare de ucraineană (100%).